# Abbey Coachworks

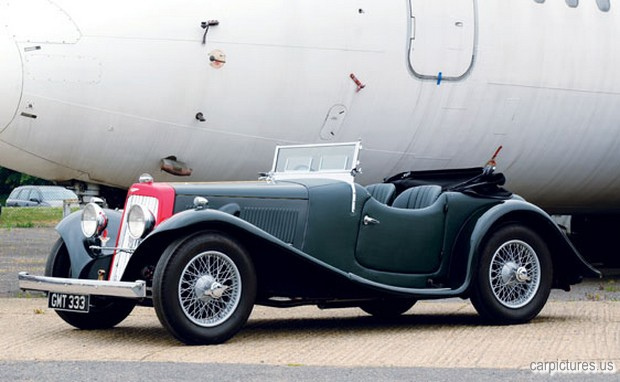
Aston Martin 15/98 Open Sports Tourer mit Aufbau von Abbey Coachworks

Abbey Coachworks Ltd. (später: Wingham Martin Walter) war ein britischer Karosseriehersteller, der in den 1930er-Jahren standardisierte Aufbauten für Mittelklasseautomobile fertigte.

## Unternehmensgeschichte
Gründer von Abbey Coachworks waren W.H. Terry und D.H.B. Power. Terry war in den späten 1920er-Jahren zusammen mit Arthur Compton Inhaber des Londoner Karosserieherstellers Compton Sons & Terry gewesen. 1930 verließ Compton das Unternehmen und gründete in Hanwell den Betrieb A. P. Compton Ltd. Terry formierte zusammen mit Power und einigen ehemaligen Angestellten von Compton Sons & Terry ein eigenes Unternehmen, das als Abbey Coachworks firmierte. Abbey war in London ansässig, wechselte aber innerhalb der Stadt mehrfach die Werksanlagen.
Abbey Coachworks gestaltete und fertigte überwiegend sportliche Zweitürer für Mittelklasse-Chassis („Mainstream chassis“). Verantwortlich für das Design war W.H. Terry. Üblicherweise wurden sie in größeren Stückzahlen von britischen Automobilhändlern in Auftrag gegeben, teilweise übernahmen die Hersteller die Abbey-Versionen auch in ihre offiziellen Kataloge. Den ersten Auftrag erhielt das Unternehmen 1930 von dem Londoner Wolseley-Händler Eustace Watkins, der Sportcoupés auf der Basis des Wolseley Hornet orderte. 1932 folgten zwei neue Sportwagentypen (Abbey Special und Abbey Falcon) auf Hornet-Chassis sowie ein offener und geschlossener Zweisitzer auf der Basis des MG Magna, der zu einem Preis von 345 £ angeboten wurde. Das Design galt als attraktiv, die handwerkliche Umsetzung wurde als solide beschrieben. In den folgenden Jahren fertigte Abbey ähnlich konzipierte Sonderversionen für den Morris 10-4, den Vauxhall Light Six und den Ford Eight.
1937 übernahm Abbey das Konkurrenzunternehmen Martin Walter Ltd., das für die Herstellung von Cabriolets bekannt war und vor allem unter dem etablierten Markennamen Wingham am Markt vertreten war. Abbey änderte daraufhin die Unternehmensbezeichnung in Wingham Martin Walter, wahrscheinlich in der Erwartung, dass damit ein Prestigegewinn verbunden sei. Im folgenden Jahr war das Unternehmen unter neuer Bezeichnung auf mehreren Ausstellungen vertreten; hier wurden Sportwagen auf der Basis von Daimler- und Delage-Chassis gezeigt, die in einem höheren Marktsegment positioniert waren als Abbeys bisherige Konstruktionen. Hier ließ sich allerdings kein dauerhafter Erfolg erzielen. Mit Kriegsbeginn endete die Karosserieproduktion bei Abbey bzw. Wingham Martin Walter. Nach Kriegsende wurde sie nicht wieder aufgenommen.
1943 wurde in Nuneaton (Warwickshire) die Abbey Panel and Sheet Metal Company gegründet. Eine Verbindung zu Abbey Coachworks besteht nicht.
Seit 1990 wird der Name Abbey Coachworks von einem Automobilhändler in Wembley verwendet. Zu dem Karosseriehersteller der 1930er-Jahre besteht keinerlei Beziehung.